# Danny Santana
Daniel Ernesto Santana (né le 7 novembre 1990 à Monte Plata, République dominicaine) est un joueur de champ extérieur et d'arrêt-court des Red Sox de Boston de la Ligue majeure de baseball.

## Carrière
Danny Santana signe son premier contrat professionnel en 2007 avec les Twins du Minnesota. Ce joueur d'arrêt-court fait ses débuts dans le baseball majeur pour les Twins le 5 mai 2014 alors qu'il est appelé à servir de coureur suppléant pour son coéquipier Josmil Pinto. Inséré au poste de frappeur désigné pour la suite du match contre les Indians de Cleveland, il réussit dès son premier passage au bâton son premier coup sûr au plus haut niveau, aux dépens du lanceur Cody Allen.
Il connaît une excellente première année où il joue les deux tiers de ses matchs au champ centre et le reste à l'arrêt-court. En 101 matchs joués, il maintient une moyenne au bâton de ,319. C'est la meilleure chez les Twins cette saison-là. Il réussit 129 coups sûrs, frappe 7 circuits, obtient 40 points produits et réussit 20 vols de buts. Il termine 7e au vote annuel désignant la recrue de l'année de la Ligue américaine.
Il évolue presque exclusivement à l'arrêt-court pour les Twins en 2015.
Le 8 mai 2017, les Twins l'échangent aux Braves d'Atlanta contre le lanceur gaucher Kevin Chapman.